# Enrico di Brunswick-Lüneburg (1468-1532)
Enrico di Brunswick-Lüneburg, conosciuto come Enrico il Medio, in tedesco Heinrich der Mittlere (15 settembre 1468 – Wienhausen, 19 febbraio 1532), fu duca di Brunswick-Lüneburg. Governò il Principato di Lüneburg dal 1486 fino alla sua morte.

## Biografia
Enrico era figlio del duca Ottone V di Brunswick-Lüneburg e di sua moglie Anna di Nassau.
Nel 1486, Enrico prese il potere da sua madre, che governava su Lüneburg come reggente dalla morte di suo suocero Federico II di Brunswick-Lüneburg. 
Il regno di Enrico fu caratterizzato da alcune dispute riguardanti il Principato vescovile di Hildesheim. Enrico intervenne in favore del vescovo contro la nobiltà che gli si era ribellata. Nel 1519, Enrico fu vittorioso nella Battaglia di Soltau, sebbene l’intervento dell’appena eletto imperatore Carlo V rese vana la vittoria. Enrico aveva infatti appoggiato Francesco I di Francia per le elezioni imperiali, e questo gli aveva procurato l’inimicizia di Carlo.
Enrico fu quindi esiliato nel 1520, lasciando alla guida del ducato i due figli maggiori Ottone ed Ernesto.
Trascorsi alcuni anni alla corte francese, Enrico tornò in Germania nel 1527, all’inizio dell’epoca della Riforma, e cercò di riacquisire il possesso dei suoi domíni, con l’aiuto degli avversari della Riforma. Il suo tentativo fallì, ed Enrico tornò in Francia.
Solo nel 1530 poté finalmente fare ritorno a Lüneburg, passando i suoi ultimi giorni nel palazzo principesco, ospitato da suo figlio Ottone.
Fu sepolto nell’Abbazia di Wienhausen.

## Matrimoni e discendenza
Enrico sposò, il 27 febbraio 1487, Margherita di Sassonia, figlia del principe elettore Ernesto di Sassonia, e di sua moglie, Elisabetta di Baviera.
Enrico e Margherita ebbero sette figli:
- Anna (1492–??)
- Elisabetta (1494–1572), sposò Carlo II, duca di Gheldria.
- Ottone (1495–1549), Duca di Brunswick-Lüneburg.
- Ernesto il Confessore (1497–1546), Duca di Brunswick-Lüneburg.
- Apollonia (1499–1571), divenne monaca.
- Anna (1502–1568) sposò il duca Barnim IX di Pomerania.
- Francesco (1508–1549) Duca di Brunswick-Lüneburg.

Dopo la morte di Margherita, Enrico si risposò, morganaticamente, con Anna von Campe.

## Ascendenza
|                                   |                                   |                                 | Genitori                           |  |  | Nonni |  |  | Bisnonni                         |  |  | Trisnonni                           |  |
|                                   |                                   |                                 |                                    |  |  |       |  |  | Bernardo I di Brunswick-Lüneburg |  |  | Magnus II di Brunswick-Wolfenbüttel |  |
|                                   |                                   |                                 |                                    |  |  |       |  |  | Bernardo I di Brunswick-Lüneburg |  |  | Magnus II di Brunswick-Wolfenbüttel |  |
|                                   |                                   | Caterina di Anhalt-Bernburg     |                                    |  |  |       |  |  | Bernardo I di Brunswick-Lüneburg |  |  |                                     |  |
| Federico II di Brunswick-Lüneburg |                                   |                                 |                                    |  |  |       |  |  | Bernardo I di Brunswick-Lüneburg |  |  |                                     |  |
|                                   |                                   | Margherita di Sassonia          | Venceslao I di Sassonia-Wittenberg |  |  |       |  |  |                                  |  |  |                                     |  |
|                                   |                                   | Margherita di Sassonia          | Venceslao I di Sassonia-Wittenberg |  |  |       |  |  |                                  |  |  |                                     |  |
|                                   |                                   | Margherita di Sassonia          | Cecilia da Carrara                 |  |  |       |  |  |                                  |  |  |                                     |  |
| Ottone V di Brunswick-Lüneburg    |                                   | Margherita di Sassonia          |                                    |  |  |       |  |  |                                  |  |  |                                     |  |
|                                   |                                   | Federico I di Brandeburgo       | Federico V di Norimberga           |  |  |       |  |  |                                  |  |  |                                     |  |
|                                   |                                   | Federico I di Brandeburgo       | Federico V di Norimberga           |  |  |       |  |  |                                  |  |  |                                     |  |
|                                   |                                   | Federico I di Brandeburgo       | Elisabetta di Meißen               |  |  |       |  |  |                                  |  |  |                                     |  |
| Maddalena di Hohenzollern         |                                   | Federico I di Brandeburgo       |                                    |  |  |       |  |  |                                  |  |  |                                     |  |
|                                   |                                   | Elisabetta di Baviera-Landshut  | Federico di Baviera-Landshut       |  |  |       |  |  |                                  |  |  |                                     |  |
|                                   |                                   | Elisabetta di Baviera-Landshut  | Federico di Baviera-Landshut       |  |  |       |  |  |                                  |  |  |                                     |  |
|                                   |                                   | Elisabetta di Baviera-Landshut  | Maddalena Visconti                 |  |  |       |  |  |                                  |  |  |                                     |  |
| Enrico di Brunswick-Lüneburg      |                                   | Elisabetta di Baviera-Landshut  |                                    |  |  |       |  |  |                                  |  |  |                                     |  |
|                                   | Engelberto I di Nassau-Dillenburg | …                               |                                    |  |  |       |  |  |                                  |  |  |                                     |  |
|                                   | Engelberto I di Nassau-Dillenburg | …                               |                                    |  |  |       |  |  |                                  |  |  |                                     |  |
|                                   | Engelberto I di Nassau-Dillenburg | …                               |                                    |  |  |       |  |  |                                  |  |  |                                     |  |
| Giovanni IV di Nassau-Dillenburg  | Engelberto I di Nassau-Dillenburg |                                 |                                    |  |  |       |  |  |                                  |  |  |                                     |  |
|                                   |                                   | Giovanna di Wassenaer           | …                                  |  |  |       |  |  |                                  |  |  |                                     |  |
|                                   |                                   | Giovanna di Wassenaer           | …                                  |  |  |       |  |  |                                  |  |  |                                     |  |
|                                   |                                   | Giovanna di Wassenaer           | …                                  |  |  |       |  |  |                                  |  |  |                                     |  |
| Anna di Nassau-Dillenburg         |                                   | Giovanna di Wassenaer           |                                    |  |  |       |  |  |                                  |  |  |                                     |  |
|                                   |                                   | Giovanni II di Loen e Heinsberg | …                                  |  |  |       |  |  |                                  |  |  |                                     |  |
|                                   |                                   | Giovanni II di Loen e Heinsberg | …                                  |  |  |       |  |  |                                  |  |  |                                     |  |
|                                   |                                   | Giovanni II di Loen e Heinsberg | …                                  |  |  |       |  |  |                                  |  |  |                                     |  |
| Maria van Loen-Heinsberg          |                                   | Giovanni II di Loen e Heinsberg |                                    |  |  |       |  |  |                                  |  |  |                                     |  |
|                                   |                                   | Anna di Solms-Braunfels         | …                                  |  |  |       |  |  |                                  |  |  |                                     |  |
|                                   |                                   | Anna di Solms-Braunfels         | …                                  |  |  |       |  |  |                                  |  |  |                                     |  |
|                                   |                                   | Anna di Solms-Braunfels         | …                                  |  |  |       |  |  |                                  |  |  |                                     |  |
|                                   |                                   | Anna di Solms-Braunfels         |                                    |  |  |       |  |  |                                  |  |  |                                     |  |